# مایکل هستر
مایکل هستر (به انگلیسی: Michael Hester) داور نیوزلندی در تاریخ ۲ می ۱۹۷۲ در استرالیا به دنیا آمد.
او یکی از بهترین داوران اقیانوسیه و دارای گواهینامه بین‌المللی می‌باشد.
او بازی‌های جام جهانی زیر ۱۷ سال جهان و جام جهانی ۲۰۱۰ را سوت زده‌است. او در جام جهانی ۲۰۱۰ بازی تیم‌های کره جنوبی با یونان را سوت زد.